# Rydzew
Rydzew – wieś w Polsce położona w województwie łódzkim, w powiecie sieradzkim, w gminie Brzeźnio.
W latach 1975–1998 miejscowość administracyjnie należała do województwa sieradzkiego.